# Tymianek (wieś)
Tymianek – wieś w Polsce położona w województwie wielkopolskim, w powiecie kaliskim, w gminie Koźminek przy drodze wojewódzkiej nr 471.
W latach 1975–1998 miejscowość administracyjnie należała do województwa kaliskiego.